# Wengen
Wengen je gorska vas v Bernskem Oberlandu v osrednji Švici in je del regije Jungfrau. Nahaja se v kantonu Bern na nadmorski višini 1274 m in ima približno 1300 prebivalcev skozi celo leto, ki poleti naraste do 5000, pozimi pa do 10.000. 
Wengen januarja gost klasične smučarske tekme za pokal Lauberhorn, svetovni pokal v alpskem smučanju. Je tudi domicil enega najstarejših britanskih smučarskih klubov »Downhill Only Club«, ki je bil ustanovljen leta 1925.

## Zgodovina
Wengen je bil prvič omenjen v uradnih dokumentih pred 753 leti, to je leta 1268, izvor imena pa ni znan.
Turisti so vas najprej začeli obiskovati v začetku 19. stoletja. Mary and Percy Bysshe Shelley Zgodovina šesttedenske turneje (History of a Six Weeks' Tour ) in Byronov Manfred, v katerih je opisana pokrajina tega območja, sta bili objavljeni leta 1817. Ta literatura je za vas postala pojav moderne turistične industrije. Felix Mendelssohn, ki ima nad vasjo spominsko obeležje, ga je obiskal v začetku 19. stoletja.
Gostišča in hoteli so se začeli graditi sredi 19. stoletja, z odprtjem Launerhaus leta 1859, z nastanitvijo za 30 gostov, leta 1880 pa je bil penzion Wengen na voljo za 100 gostov. Zgradba in odprtje Wengernalpbahna v 1890-ih sta vas naredila bolj dostopno turistom, ki so morali prej po strmih pobočjih hoditi do alpske vasi, s čimer se je odprlo območje za širitev turizma in začetek smučarske industrije.
V začetku 20. stoletja so britanski turisti na tem območju ustanovili smučarske klube, začenši v bližnji vasi Mürren. Do leta 1903 je imel Wengen anglikansko cerkev, dve leti kasneje pa je sir Henry Lunn ustanovil Alpski športni klub javnih šol z Wengenom kot ciljnim smučiščem za člane. Britanski metodistični minister Lunn je to območje najprej obiskal, da bi organiziral srečanje protestantskih cerkva v bližnjem Grindelwaldu, kjer je spoznal zimske športe, kot je smučanje. Na območje se je vrnil leta 1896 s sinom Arnoldom, ki se je hitro naučil smučati, oče in sin pa sta spoznala potencial v prihodnosti zimskih športov. Klub je bil ustanovljen nekaj let kasneje. Člani alpskega športnega kluba javnih šol so morali obiskovati angleško javno šolo ali eno od »starejših univerz«. Wengenski Curling Club je bil ustanovljen leta 1911.
Prve smučarske tekme so bile v začetku dvajsetih let 20. stoletja z britanskim prvenstvom v spustu leta 1921; naslednje leto je potekala smučarska tekma med Oxfordom in Cambridgeom. Ti dogodki so bili prvi, ki so imeli tekme v spustu v nasprotju z nordijskimi tekmami, ki so bile v drugih švicarskih letoviščih. V Wengnu so smučarji zahtevali uporabo vlakovnega sistema za dostop do pobočij; nekaj let so bili vlaki najstarejše vlečnice na tem območju. Arnold Lunn je za tečaje uporabljal naravni teren gora; spust je sledil pobočjem nad Wengenom in se imenoval »naravnost navzdol«: smučarji so šli naravnost po pobočju. V tem obdobju je Lunn izumil in v Wengnu predstavil prvo slalomsko dirko, na kateri so smučarji sledili terenu skozi drevesa, v poznejših letih pa so jih zamenjali s smučarskimi vrati. Ti dogodki veljajo za rojstvo sodobnih smučarskih tekem v alpskem smučanju.
Od avgusta 1944 do konca druge svetovne vojne je Wengen služil kot nekakšno zatočišče na prostem za zavezniške zapornike, večinoma ameriške posadke bombnikov. Ker je bil edini praktični način vstopa ali izstopa iz Wengna zobata železnica, so interniranci težko ušli.
Skupaj z vasmi Mürren, Isenfluh, Gimmelwald, Stechelberg in Lauterbrunnen Wengen tvori politično občino Lauterbrunnen.

## Cerkve
Wengen ima tri cerkve; angleško in švicarsko protestantsko ter rimskokatoliško.
Švicarska cerkev je bila obnovljena v 1950-ih in gleda na dolino Lauterbrunnen.
Angleške cerkve so bile ustanovljene v 19. stoletju v bližnjih Grindelwaldu, Meiringenu in Murrenu. Do leta 1912 so v nedeljo v švicarski cerkvi Wengen dvakrat potekale anglikanske službe. V želji po lastni zgradbi je celinsko in kolonialno cerkveno društvo postavilo novo angleško cerkev, ki jo je 15. januarja 1928 posvetil škof iz Fulhama. Stavba stoji ob cesti, ki je prej vodila do žičnice Mannlichen. Nova postaja žičnice pa je bila prestavljena bližje središču Wengna. St Bernard's se že več kot 90 let uporablja za nedeljske službe in občasne pisarne, na primer spominski spomenik leta 1949 Anthonyju Carricku, šolarju, ki je umrl v gorah. Zborovanje leta 1954 je bilo opisano kot »sestavljeno iz ljudi iz številnih delov Britanske zveze in Amerike ter angleško govorečih kontinentalcev«. Občina je še naprej raznolika.
Rimokatoliška cerkev stoji ob hotelu Falken in ima značilno čebulno kupolo. Maša se obhaja na večino nedelj v sezoni.

## Promet
Do Wengna / Mürrena na splošno ni cest. Je eno redkih letoviščnih naselij brez avtomobilov v Evropi, čeprav obstaja nekaj službenih vozil, lokalnih kmetijskih vozil, električnih vozil za vožnjo do železniške postaje in z nje. To ustvarja mirno vzdušje po vasi in zmanjšuje prometni hrup. Iz ekoloških razlogov druga naselja razmišljajo o zgledu brez avtomobila. Tudi čez dolino Lauterbrunnen je tudi Mürren večinoma brez avtomobilov.
Wengen je oskrbovan z železniškim sistemom Wengernalpbahn (WAB), vas pa je dostopna neposredno iz Lauterbrunnena ali z vlakom iz Grindelwalda prek Kleine Scheidegg, pa tudi z vrsto gondolskih žičnic iz Grindelwalda prek Mannlichena. V Kleine Scheideggu, gorskem prelazu ob vznožju Eigerja, Möncha in Jungfrau, se morajo potniki izkrcati in zamenjati vlake, če potujejo do Grindelwalda in Grunda. Železniški promet od Lauterbrunnena do železniške postaje Wengen vozi vsak dan od zgodnjih jutranjih ur do zelo pozne noči in je najbolj intenziven odsek Wengernalpbahna. Vsak dan je na voljo približno 40 prevozov med Lauterbrunnenom in Wengnom. Vsak prevoz je lahko sestavljen iz do 4 ločenih vlakov, ki vozijo tesno drug za drugim, saj lahko v prometnih obdobjih po načrtovanem vlaku po potrebi sledijo dodatni vlaki, kar optimizira zmogljivost.
Pot navkreber traja približno 14 minut, pot navzdol pa 17 minut. Vožnja na spustu traja dlje, ker vlaki prispejo na srednji prehod pod Wengwaldom nekoliko prej kot navzgor, kar jim omogoča, da jih spustijo mimo in nadaljujejo do Wengna brez ustavljanja. Vsi vlaki zdaj uporabljajo manj strmo, a nekoliko daljšo pot skozi Wengwald. Stara proga poteka čez pešpot do Wengena. Po izgradnji nove proge je bila uporabljena za tovorni promet, vendar je bila od takrat opuščena. Ves tovor se po železnici dostavi iz Lauterbrunnena v skladišče pod potniško železniško postajo, odpadki pa se iz vasi vrnejo tudi po železnici. Vsak dan gre en ali dva tovorna vlaka iz Lauterbrunnena v Wengen in nazaj z velikimi predmeti, kot je pohištvo.
Žičnica Luftseilbahn Wengen-Männlichen obratuje sezonsko. Pogled iz žičniče in z Männlichena zgoraj omogoča jasne poglede na Wengen in večji del doline Lauterbrunnen ter majhne vasice.

## Rekreacija
Wengen gosti mednarodno znane smučarske tekme za pokal Lauberhorn, in gorski tekaški maraton Jungfrau.
Klasične smučarske tekme potekajo v Wengnu od leta 1930 in so tradicionalno sestavljene iz smuka, slaloma in kombinirane prireditve. Poleg tega, da je Lauberhorn ena izmed tehnično najzahtevnejših tekem v smuku, je tudi najdaljša proga v svetovnem pokalu FIS in verjetno najbolj slikovita. Najboljši smukači prevozijo 4,545 km v približno 2,5 minute, najvišje hitrosti, dosežene pri Haneggschussu, pa so najvišje na progi in se pol minute pred ciljem približajo 160 km / h.

## Kultura
V visoki sezoni (poleti in pozimi) se v Wengnu odvijajo najrazličnejše kulturne prireditve: v evangeličanski reformirani cerkvi orkestrski koncerti (komorni orkester), orgelski večeri in zborovski koncerti; koncerti trobilne glasbe in zabava gostov v šotoru na drsališču (z zbori, triklerji, skupinami za jodljanje, skupinami tradicionalnih noš in trobilno glasbo).

### Mendelssohnov teden glasbe
Od 20. do 27. avgusta 2005 je v Wengnu potekal prvi Mendelssohnov glasbeni teden. Po otvoritvi Mendelssohnovega spomenika 4. avgusta 2004 in poznejšem koncertu je bilo odločeno, da se vsako leto avgusta izvede glasbeni teden, posvečen Felixu Mendelssohnu Bartholdyju.

### Wengenski brezplačni lutkovni oder
Vsako leto je v zimski sezoni do velike noči na edinem trajno postavljenem lutkovnem odru v Bernskem Oberlandu mogoče videti podroben program različnih predstav, poleti pa je na sporedu Wengen Free Marionette Stage s svojim repertoarjem. Prvi javni nastop je bil 14. januarja 2002. Od takrat je Wengen Free Marionette Stage v najrazličnejših predstavah doma in v tujini igral legende in zgodbe iz Bernskega Oberlanda ter pravljice z vsega sveta.

### Chästeilet (delitev sira)
Vsako leto v petek pred ali po zveznem dnevu zahvalnosti, kesanja in molitve septembra je prireditev znana daleč zunaj regije. Na ta dan se sirna kolesca, proizvedena poleti, po posebnem loterijskem postopku razdelijo lastnikom goveda, ki jih nato lahko prodajo naprej. Vsak kmet, ki ima tako imenovano Kuhrecht, pravico, da lahko da kravo v Alpe in se uporabljajo tudi za označevanje (idealnega) alpskega deleža; 1 pravica = 1 krava; 200 kg mleka = 1 saum, 4 saumi = 1 serija, 1 serija = približno 7 hlebcev po 10 kg.
Sirna kolesa se odvzamejo iz Spychern (skladišč) in zložijo na serijo. Če krava v celotni alpski sezoni prinese 1500 kg mleka, je lastnik Chästeilet upravičen do 7,5 saum sira, torej 1 serijo plus 3,5 saum.
Festival se konča z odhodom živali iz Alp. Krave, ki so v alpskem poletju dale največ mleka, so bogato okrašene. 
Medtem se je ta priložnost uveljavila kot druga največja prireditev po tekmah za pokal Lauberhorn.

## Naravne nevarnosti
Regija je bila že večkrat žrtev snežnih plazov. V zimi leta 1999 sta v kavarni Oberland umrli dve osebi. Šola je bila za en teden odpovedana in Wengernalpbahn se je moral za en dan ustaviti. V začetku februarja 2003 je bilo stanje enako kot leta 1999. Lavinska komisija je blokirala posamezne ulice in pobočja. Razmere so se po nekaj dneh sprostile, poškodovane so bile železniške proge in gozd. Leta 2007 je bil na Männlichenu zaključen velik projekt nadzora plazov.
V tednu, 22. avgusta 2005, je bil Wengen zaradi dveh manjših zemeljskih plazov za dva dneva odrezan in tako fiksna kot mobilna telefonija nista več delovali, kar je bil za organizacijo reševalne službe velik izziv. Edino delujoče komunikacijsko sredstvo je bil radijski sistem kantonske policije v Bernu, ki je sprožil relejno postajo na Männlichenu. Tako so lahko zagotovili komunikacijo z lokalno gasilsko enoto. Poleg tega je bil Wengen popolnoma odrezan od sveta. Helikopterski most je deloval predvsem turistom.
Istega leta je poplava uničila dno doline v smeri Interlakna. Orkan Lothar je leta 1999 na drevesih povzročil veliko škodo.